# Corpos Celestes (filme)
Corpos Celestes (em inglês: The Sky We Were Born Under) é um filme brasileiro lançado em 2011 do gênero drama/romance. O filme é um longa-metragem com direção de Marcos Jorge e Fernando Severo, e conta com a atuação de Dalton Vigh.
Ambientado no estado do Paraná (interior e capital), a produção foi rodada em cidade como Castro e Curitiba no ano de 2009 e seu lançamento ocorreu, simultaneamente, em São Paulo, Rio de Janeiro e Curitiba no dia 11 de março de 2011.

## Enredo
O filme conta a história de um filho de caminhoneiro, Chiquinho (Rodrigo Cornelsen - em sua primeira parte) que é curioso e inquieto e ao encontrar um piloto e astrônomo norte-americano, esta criança começa a questionar a sua vida e a projetar seu futuro. Na segunda parte do filme, temos um Francisco (Dalton Vigh) austero e rígido como professor (em sua fase adulta), que revê o seu passado em alguns momentos de desordem e em meio a um romance platônico com Diana (Carolina Holanda).

## Elenco
- Francisco ..... Dalton Vigh;
- Chiquinho ..... Rodrigo Cornelsen;
- Diana ..... Carolina Holanda;
- Richard ..... Antar Rohit;
- Greg .... Jeff Beech;
- Pai ..... Zeca Cenovicz;
- Mãe ..... Olga Nenevê;
- Ismael ..... Pedro Inoue;
- Giovani ..... Alexandre Nero;
- Ismael Adulto ..... Hélio Barbosa;
- Secretária ..... Pagu Leal;
- Voz Richard ..... Phil Miler;
- Voz Chegada do Homem na Lua ..... Luiz Adelmo;
- Locutor Copa ..... Lusa Silvestre, entre outros.

## Produção
Produzido por Cláudia da Natividade (Zencrane Filmes), o filme foi gravado em locação no estado do Paraná. As filmagens iniciaram no dia 10 de outubro e se estenderam por seis semanas. As filmagens aconteceram em locações no município de Castro e Curitiba, além de passagens por Piraquara e Araucária.